# 天鷹座QS
天鷹座QS，又名BD+13 4098，HD 185936、SAO 105132、HR 7486，是天鷹座的一颗恒星，视星等为6.01，位于銀經50.91，銀緯-4.41，其B1900.0坐标为赤經19h 36m 27.7s，赤緯+13° -4.41′ 0″。